# PROTELL
PROTELL, oficialmente Sociedad en Pro de Leyes Liberales de Armas, es una organización grassroots que aboga por los derechos de posesión de armas, actuando como lobby desde su sede en Berna, Suiza.

## Circunstancias
La normativa suiza en materia de armas es un tanto única a nivel europeo, sobre todo debido a una norma que permite que las armas de servicio (incluyendo los subfusiles) se queden en el domicilio de sus titulares una vez concluido el servicio militar. Tratándose de un país con una larga tradición de tenencia de armas en manos de civiles, y donde la práctica del tiro de precisión está muy extendida entre la población, la labor de PROTELL se desarrolla en un ambiente relativamente favorable, comparado con otras organizaciones de su índole, aunque recientemente se ha visto retada por grupos contrarios a su filosofía.
La denominación por la que es conocida la organización, procede de la leyenda de Guillermo Tell, el famoso ballestero obligado a disparar una sola flecha contra una manzana colocada sobre la cabeza de su propio hijo, a 80 pasos de distancia. Se trata quizás del argumento legendario más emblemático de la independencia de Suiza, cuyo protagonista es admirado tanto por su heroísmo como por su habilidad con la ballesta, lo cual encaja con la filosofía del grupo.

## Trayectoria
PROTELL se fundó en 1978 con el objeto de "defender la legitimidad de ciudadanos honrados para portar armas", y se opone a cualquier norma restrictiva en este ámbito. Por otra parte, con el fin de ganar el apoyo de la ciudadanía a su ideario, se ha manifestado rotundamente en reiteradas ocasiones en contra del uso de las armas con fines violentos e ilegales.
El grupo fue uno de los principales oponentes al proyecto de ley denominado Protección Contra la Violencia Armada, sometido a referéndum en febrero de 2011. La iniciativa fue ampliamente rechazada por los ciudadanos suizos.
También es principal objetor a la iniciativa del Grupo para Suiza sin Ejército, de abolir el servicio militar obligatorio.